# ليزر فلوريد الكريبتون

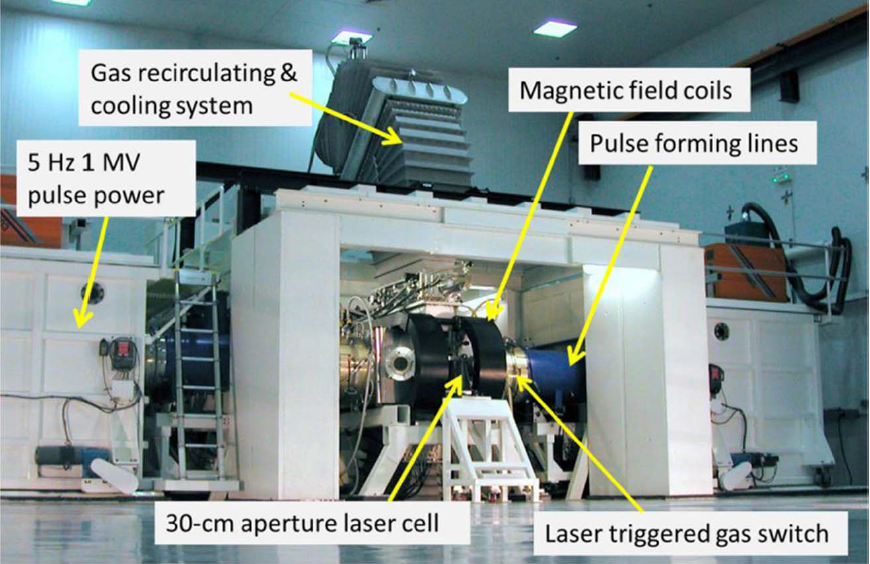
نظام ليزر إليكترا في مختبر الأبحاث البحرية

ليزر فلوريد الكريبتون في الكيمياء والفيزياء (بالإنجليزية: krypton fluoride laser أو (KrF laser)) هو نوع مخصوص من ليزر إكسيمر.

## نظريته
يمتص ليزر فلوريد الكريبتون الطاقة من المصدر فتتسبب في تفاعل عاز الكريبتون مع الفلور وينتج عن تفاعلهما فلوريد الكريبتون، وهو مركب كيميائي وقتي يوجد في حالة إثارة:
2 Kr + F2 → 2 KrF
ويمكن أن يصدر هدا المركب شعاع الليزر إما تلاقائيا أو محفزا، بحيث يقل مستوى طاقته إلى حالة شبه مستقرة، ولكن الجزيئ يتحلل بمجرد وصوله إلى الحالة القاعية للطاقة.
أي بمجرد أشعاع المركب المثار شعاع الليزر ووصوله إلى الحالة القاعية من الطاقة فإن المركب ينقسم إلى ذراته المكونة له:
2 KrF → 2 Kr + F2
وينتج ليزر أكسبلكس يصدر طاقة طول موجتها 248 نانو متر وعي تقع في نطاق الاشعة فوق البنفسجية من الطيف، وطاقة الإشعاع الناتج هي فرق مستوي الطاقة المثار للمركب وطاقة الحالة القاعية.

## تطبيقات
يحوز نوع ليزر فلوريد الكريبتون اهمية خاصة في مجال أبحاث الاندماج النووي، فيتميز هذا الليزر بشعاع موزع بالتساوي وبطول موجة قصيرة وكذلك إمكانية تركيز الشعاع إلى حجم قرص الوقود.
وقد قام معمل لوس ألاموس الوطني عام 1985 بتجربة إطلاق شعاع ليزر فلوريد الكريبتون تجريبي ذو طاقة تصل إلى 1.0 × 104 جول. كما قام معمل البحرية الوطني (الأمريكي) بتصميم جهاز ليزر يعمل بفلوريد الكريبتون ينتج طاقة قدرها 4.5 × 103 جول من طاقة الأشعة فوق البنفسجية في نبضة قدرها 4 نانو ثانية. ويجرب هذا الليزر في تجارب الاندماج النووي.
كما يستخدم ليزر فلوريد الكريبتون في التصوير الليثوغرافي الميكروني، حيث يلزم شعاعه ذو الموجة القصيرة لنحت أشكالا صغيرة ميكرونية. ولكن من المتوقع أن يستبدل لهذا الغرض بليزر فلوريد الأرجون وطول موجته 193 نانومتر. وتبلغ مدة نبضة ليزر فلوريد الكريبتون المستخدمة في الصناعة بين 20 - 30 نانو ثانية.
وقد استخدم هذا الليزر أيضا لإنتاج أشعة إكس ذات الطاقة المنخفضة من البلازما التي صوبت عليها نبضات من ليزر فلوريد الكريبتون. كما يرجى استخدامه أيضا لتشكيل مواد مثل البلاستيك والزجاج والبلورات والمواد المؤلفة والأنسجة العضوية. ويـُمتص ضوء هذا الليزر
من الأشعة فوق البنفسجية من مواد ليبيد وحمض نووي والبروتينات مما يفتح له مجالا لاستخدامه في الطب العلاجي والطب الجراحي.

## اقرأ أيضأ
- إكسيمر
- ليزر إكسيمر
- البلمرة.
- كيمياء بوليمرات
- عجينة البوليمر
- درجة الانتقال الزجاجية
- فلورية